# Joint Threat Research Intelligence Group

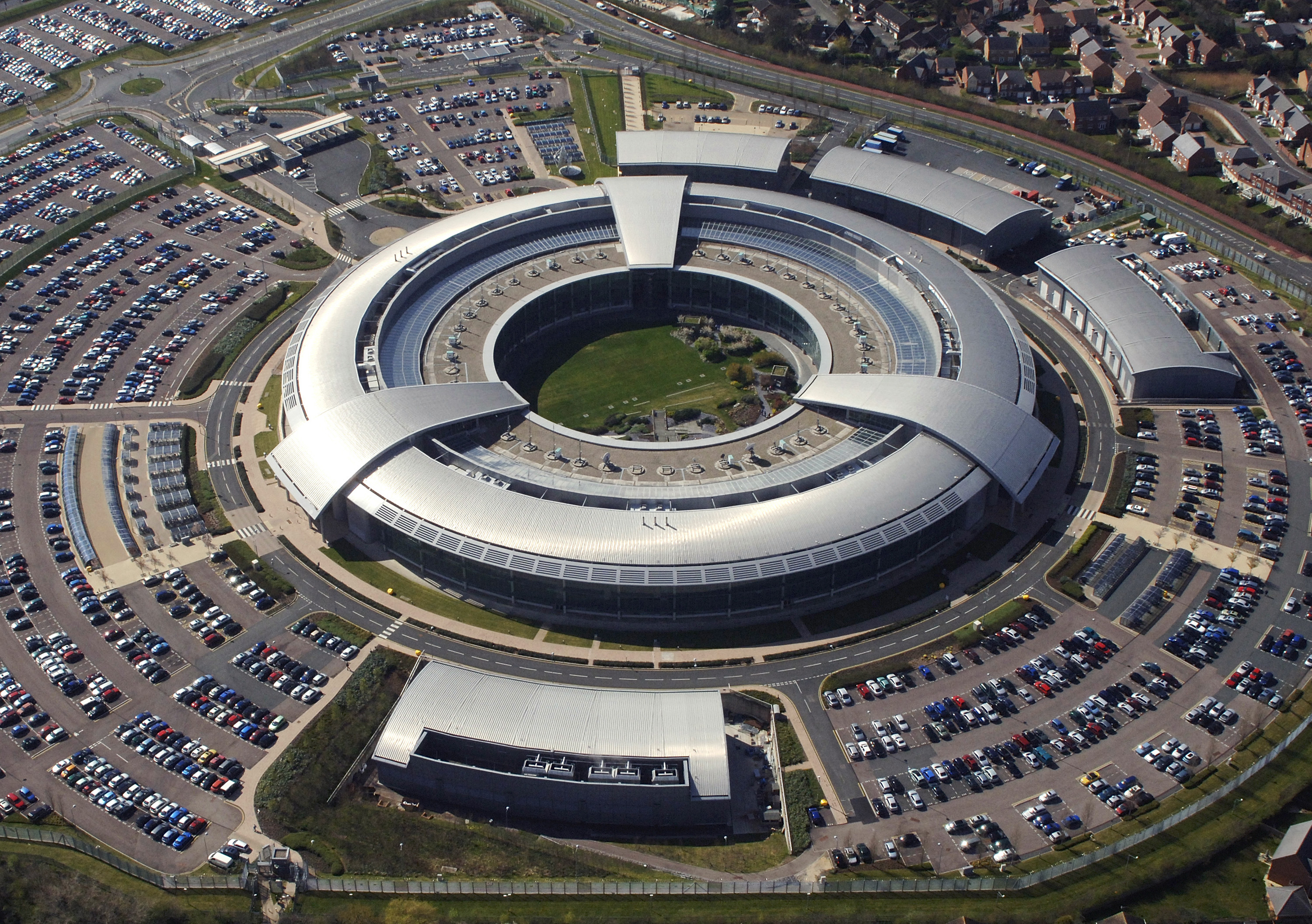
GCHQ

Le Joint Threat Research Intelligence Group (JTRIG) est une unité du Government Communications Headquarters (GCHQ), l'agence de renseignement britannique. L'existence du JTRIG a été rendue publique en février 2014 dans le cadre des révélations d'Edward Snowden par la chaîne de télévision NBC News, à partir de documents internes de la NSA.

## Mission
L'éventail des missions du JTRIG comprend l'utilisation de « sales ruses » (dirty tricks) pour « détruire, démentir, dégrader et perturber » des ennemis en les « discréditant », en les désinformant et en interrompant leurs communications. Sous le nom d'opérations Effects, le travail du JTRIG est devenu une part importante des opérations du GCHQ à partir de 2010. Les documents Snowden ont aussi révélé des activités du JTRIG se situant très largement en dehors de la sphère du renseignement, comme des opérations de police domestique, la surveillance de groupes politiques considérés « extrémistes » et des collectifs d'hacktivistes, l'assistance à l'équipe gouvernementale pour les négociations sur le réchauffement climatique, ainsi que des recherches scientifiques sur la psychologie et le comportement humains, visant à la  manipulation de l'opinion publique ou de « cibles » prédéfinies par l'unité, c'est-à-dire du gang-stalking.

## Opérations
En 2011, le JTRIG a mené une attaque par déni de service sur le réseau d'activistes Anonymous. Parmi les autres cibles du JTRIG figurent le gouvernement iranien et les Talibans en Afghanistan.
Une opération du JRTIG a permis au GCHQ de « perturber de manière significative » les communications des Talibans en Afghanistan grâce à un « blizzard » de télécopies, d'appels téléphoniques et de SMS programmés pour être envoyés toutes les minutes. D'autres opérations spécifiques du JTRIG ont ciblé le programme nucléaire iranien, à l'aide d'informations négatives publiées sur des blogs attaquant des sociétés privées, dans le but d'affecter leurs relations d'affaires et de saboter les négociations commerciales.
Le JTIG a aussi entrepris des cyber-opérations dans le cadre d'une mission plus large du GCHQ destinée à empêcher l'Argentine de prendre le contrôle des Îles Malouines. L'étendue des tactiques numériques utilisées lors de cette opération reste indéterminée.

## Méthodes et techniques
Les campagnes menées par le JTRIG se rangent en deux grandes catégories : les cyberattaques et la propagande. Les efforts de propagande (nommée Online Covert Action, « Action de couverture en ligne ») utilisent l'envoi massif de messages et la mise en avant de récits sur les plates-formes sociales Twitter, Flickr, Facebook et YouTube. Le JTRIG a aussi utilisé des opérations « sous faux pavillon » contre certaines cibles. De même, il a modifié des photos sur des réseaux sociaux, et envoyé des courriels et des SMS contenant des « informations louches » aux collègues de travail et aux voisins de personnes ciblées.
Un rapport de 2011 sur les activités et les opérations du JTRIG fournit un inventaire des méthodes et techniques qui ont été utilisées pour la conduite des opérations Effects :
«
- Télécharger vers les serveurs YouTube des vidéos contenant des communications « persuasives » (pour discréditer, susciter la méfiance, dissuader, empêcher, retarder ou perturber).
- Mettre en place des groupes Facebook, des forums, des blogs et des comptes Twitter qui encouragent et surveillent des discussions sur un thème (pour discréditer, susciter la méfiance, dissuader, empêcher, retarder ou perturber).
- Créer des profils en ligne avec pseudo et personnalité, qui soutiennent les communications et les messages postés dans les vidéos YouTube, les groupes Facebook, les forums, les blogs etc.
- Créer des profils en ligne avec pseudo et personnalité, qui soutiennent les profils ci-dessus.
- Expédier de faux courriels et SMS provenant d'une fausse identité ou imitant une personne réelle (pour discréditer, susciter la méfiance, dissuader, empêcher ou perturber).
- Mettre en ligne de fausses ressources comme des magazines ou des livres contenant des informations inexactes (pour perturber, retarder, tromper, discréditer, susciter la méfiance, dissuader, empêcher ou dénigrer/dégrader).
- Mettre en ligne du matériel non censuré (pour perturber).
- Envoyer des messages instantanés à des personnes précises, leur donnant des instructions pour accéder à des sites web non censurés.
- Mettre en place de faux sites marchands (ou de faux vendeurs) qui encaissent l'argent d'un client sans rien livrer, ou qui livrent au client des produits faux ou endommagés (pour bloquer, perturber, dégrader/dénigrer, retarder, tromper, discréditer, dissuader ou empêcher).
- Interrompre (par ex. en filtrant, effaçant, créant ou modifiant) des communications entre de vrais clients et marchands (pour bloquer, perturber, retarder, tromper, dissuader ou empêcher).
- Prendre le contrôle de sites web (pour bloquer, perturber, discréditer ou retarder).
- Bloquer les services de téléphonie et d'informatique (pour empêcher, retarder ou perturber).
- Héberger les sites et les communications en ligne d'une cible pour la collecte SIGINT des données (pour perturber, retarder, dissuader ou empêcher).
- Contacter les sites web hébergeurs en leur demandant de retirer du matériel (pour bloquer, perturber, retarder, dissuader ou empêcher). »

Un autre exemple de technique employée est le virus baptisé Ambassadors Reception (« Réception de l'ambassadeur »), utilisé par le GCHQ dans une « variété de domaines », et décrit dans les documents comme « très efficace ». Une fois reçu par les adversaires ciblés, le virus peut « se chiffrer lui-même, détruire tous les courriels, chiffrer tous les fichiers, et faire trembler l'affichage ». Les informations obtenues par le GCHQ sont aussi utilisées pour des « opérations techniques d'accès rapproché », lors desquelles les personnes ciblées sont observées physiquement par des agents de renseignement, quelquefois en personne dans des hôtels. Les appels téléphoniques peuvent aussi être interceptés et les ordinateurs de l'hôtel placés sous écoute. Une phrase dans les documents révélés demande : « Pouvons-nous influencer leur choix d'hôtel ? Pouvons-nous annuler leur séjour ? »
Les documents ont aussi révélé l'usage de « guet-apens sexuels » (honey traps) par les agents du renseignement britannique. Lors d'un guet-apens typique déployé par le JTRIG, un individu ciblé est incité, souvent à l'aide d'un leurre sexuel, à « se rendre quelque part sur Internet, ou à une adresse physique » pour y rencontrer un « visage familier », l'objectif étant de les discréditer tous deux. Ce type de guet-apens est décrit dans les documents comme « très efficace quand il fonctionne ». Les révélations ont aussi dévoilé la technique du credential harvesting (« récolte d'accréditations »), pour laquelle des journalistes pouvaient être utilisés pour disséminer des informations et identifier des journalistes non britanniques qui, une fois manipulés, pouvaient transmettre les informations à la cible visée par une campagne secrète, et peut-être fournir un accès à cette cible lors d'une interview. On ignore si les journalistes se seraient rendu compte qu'ils avaient été manipulés.

## Révélation des activités de l’unité
Les documents révélés par Edward Snowden ont été publiés le 17 novembre 2013 par Der Spiegel. Puis par The Intercept et NBC en février 2014.

## Galerie d'images

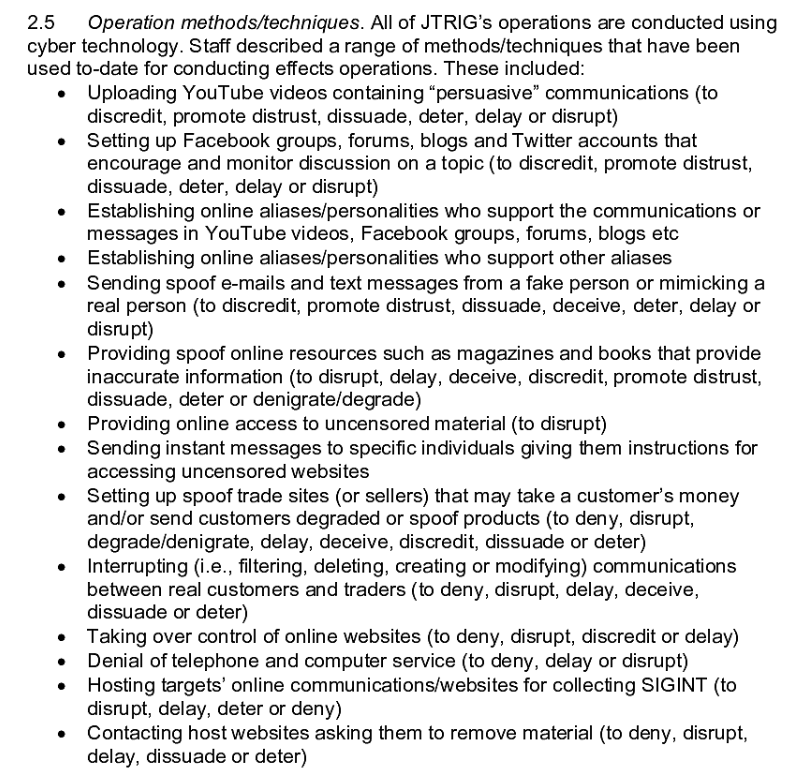
Extraits d'un rapport de 2011 sur les actitivés du JTRIG, listant les « cyber-techniques » employées
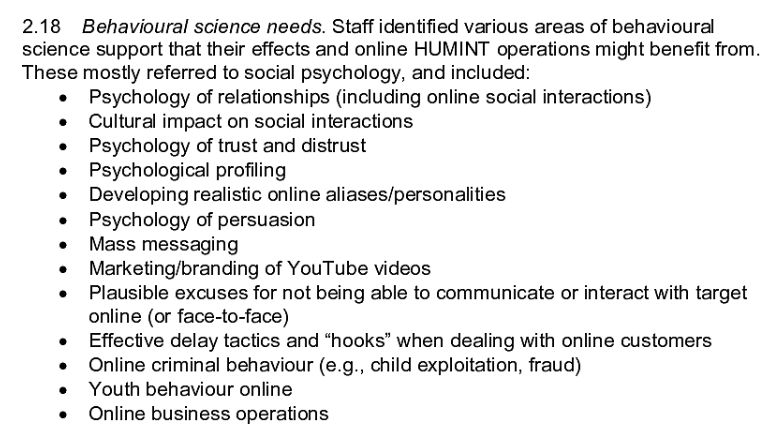
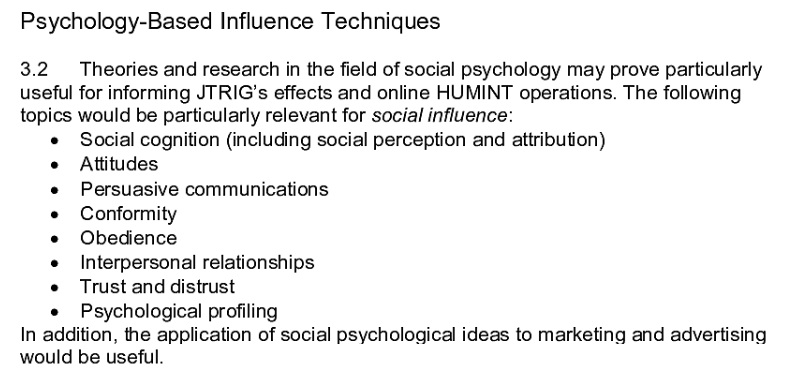
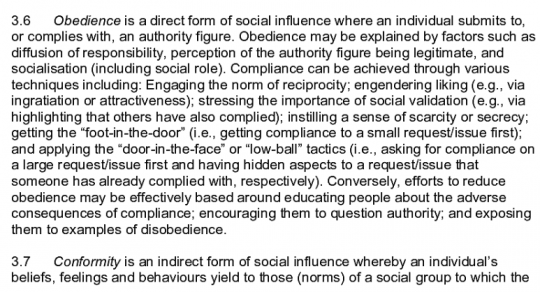